# مایکل میلتون
مایکل میلتون (انگلیسی: Michael Milton؛ زادهٔ ۲۱ مارس ۱۹۷۳) اسکی‌باز آلپاین، و دوچرخه‌سوار اهل استرالیا است. وی بین سال‌های ۱۹۸۸ تا ۲۰۰۸ میلادی فعالیت می‌کرد.
یک اسکی باز پارالمپیک، دوچرخه سوار پارالمپیک و ورزشکار پاراتراتیایی با یک پا است. او با ۶ مدال طلا، ۳ نقره و ۲ برنز موفق‌ترین ورزشکار پارالمپیک استرالیایی در بازی‌های زمستانی است.